# Maut in der Slowakei
Auf den Autobahnen und bestimmten Schnellstraßen in der Slowakei gilt Mautpflicht (slowakisch mýto). Als Autobahn beschilderte Strecken sind definitionsgemäß mautpflichtig, sodass Mautfreiheit durch ein Zusatzschild angekündigt werden muss. Umgekehrt sind die als Autostraße beschilderten Strecken generell mautfrei, so dass jede mautpflichtige Autostraße besonders gekennzeichnet werden muss.

## PKW

Autobahnen (D) und Schnellstraßen (R)

PKW-Fahrer müssen am E-Vignetten-System teilnehmen. E-Vignetten (bis 3,5 Tonnen) gibt es für:
- 1 Tag (8,10 Euro)
- 10 Tage (10,80 Euro)
- 30 Tage (17,10 Euro)
- 365 Tage (90 Euro)[1]

## LKW
Bei LKWs und Fahrzeugen mit dem maximal zugelassenen Gewicht von mehr als 3.500 kg erfolgt die Abrechnung mit Hilfe der OBU (On-Board-Unit) von SkyToll, dem Mautbetreiber.
Der Mauttarif für 1 km ist von den nachstehenden Parametern abhängig:
- Straßenkategorie (Autobahnen und Schnellstraßen bzw. Straßen der 1. Ordnung)
- Typ des Fahrzeugs (Lastkraftfahrzeug oder Bus)
- Emissionsklassen (EURO 0–V+ (EEV))
- Achsenzahl bzw. Zahl der Kraftwagenzüge (2, 3 und 4 oder mehrere)

## Motorräder
Motorräder sind nicht mautpflichtig.

## Entrichtung der Maut
- Geschäfte, welche mit dem Logo „eznámka“ markiert sind, befinden sich meistens an ausgewählten Tankstellen im Rahmen der Slowakischen Republik oder an Grenzübergängen beim Eintritt in die Slowakische Republik.
- Selbstbedienungsautomaten sind vor allem an Grenzübergängen beim Eintritt in die Slowakische Republik angebracht.
- Internetportal (www.eznamka.sk)
- „eznamka“-App für Smartphones